# Sinfonía n.º 1 (Appermont)
Bert Appermont completó su Sinfonía n.º 1 «Gilgamesh»para Banda sinfónica en 2003. La obra fue encargada por la Koninklijke Harmonie van Peer, que también estrenó la obra. El estreno holandés de esta obra de Royal Harmony of Thorn tuvo lugar en Roermond. La obra está basada en el poema de Gilgamesh.
La obra ha sido grabada en CD por la Landesblasorchester Baden Württemberg y por la Swiss Army Band.

## Estructura
Se compone de 4 movimientos:
1. Gilgamesh y Enkidu
2. Batalla de titanes
3. Aventuras en el Bosque
4. Viaje a Utnapishim

El primer movimiento presenta a los 2 medios dioses Gilgamesh y Enkidus. En el segundo movimiento, los 2 personajes luchan entre sí en una batalla heroica y descubren que tienen la misma fuerza. Se hacen amigos y emprenden aventuras en el bosque (3er Movimiento), donde luchan contra todo tipo de criaturas peligrosas. En el último movimiento (Viaje a Utnapishim) Enkidu intenta encontrar una respuesta a la mortalidad, cuando muere su amigo Gilgamesh.